# Nepta
L'herba gatera, també anomenada nepta, alfàbrega de gat, gatera, herba de gat, herba de l'epidèmia, marrubiastre, menta de gat o menta gatera (Nepeta cataria del llatí nepa, escorpí i cataria, cua de gat) és una planta del gènere Nepeta pertanyent a la família de les lamiàcies (Lamiaceae) present a bona part d'Europa, Àsia i Amèrica del Nord. Es troba a tot l'àmbit català, incloses també les Illes Balears, a Mallorca i Menorca.

## Morfologia
La forma vital de Raunkjaer de l'herba gatera és hemicriptòfit, és a dir, els seus meristemes es troben just arran de terra en l'estació desfavorable.
L'herba gatera és una planta perenne, herbàcia, hermafrodita, ramificada, pubescent i erecta que arriba des dels 40 cm fins als 100 cm d'altura i amb un rizoma més o menys vertical. Conté una arrel axonomorfa amb tiges tetràgones i pubescents de color grisenc, fistuloses i ramificades amb pèls tectors de 0,2-0,44 mm, dispersos, patents o uncinats.

### Òrgans vegetatius
Les fulles, que mesuren de 3 a 7 cm de llargada, són ovades-triangulars, espatulades i peciolades, corbades en la base, de marge serrat o dentat i tomentosa en l'inrevés i mancades d'estípules però contenen pèls dispersos per les dues cares, a més, tenen un color blanc a l'anvers i verd-grisós en el feix. Les fulles caulinars es fan progressivament menors i amb menys dents a mesura que es troben més pròximes a la inflorescència, amb una aparença entre fulla i bràctea inferior, mentre que les bràctees superiors són de tipus lanceolades, enteres o dentades, herbàcies i verdoses amb pecíol de 2,2-14,6 mm.
Les inflorescències solen ser espigues amb petites flors hermafrodites de color blanc amb pigallat porpra, les quals tenen forma cimosa o racemosa, en destaca la denominada "espiga de verticil·lastres", que consta d'un eix allargat sobre el qual es disposen a intervals més o menys compactes.
Les flors són pentàmeres i presenten un color groc i rosat tacat de porpra, de 6 mm de llarg, en verticils terminals i en verticils axil·lars espiciformes.
Presenten un calze generalment persistent i bilabiat, zigomorf, conté 5 sèpals parcialment soldats en una estructura tubulosa amb 5 dents iguals (2 en el llavi superior d'1,9-2,9 mm i 3 en l'inferior d'1,5-2,5 mm). També conté abundants pèls tectors de 0,2-0,6 mm sobre els nervis de la cara externa, més o menys patents.

### Òrgans reproductors
L'androceu està constituït per 4 estams didínams d'1,5-2,8 mm, glabres, de color blanc, que neixen a la mateixa altura que el tub de la corol·la; amb anteres divergents de 0,2-0,5 mm de color púrpura.
El gineceu és súper i consta de 2 carpels biovulats, cadascun d'aquests amb un primordi seminal anàtrop, amb un estil generalment ginobàsic de 4,9-8,4 mm de color blanc i amb un estigma de 0,3-0,8 mm.
El fruit sol ser amb 4 núcules, d'1,1-1,7x0,6-1 mm, de color castany clar, aquenoides, indehiscents, monosperm i amb poc endosperma, però conté un pericarpi dur i un exocarpi carnós.

## Ecologia
Es distribueix per Europa, Amèrica del Nord i Orient Pròxim. L'herba gatera es troba dels 600 fins als 1.500 m d'altitud, tant en sòls àcids com bàsics (pH aproximadament entre 5,5 i 8,0), indistintament a plena exposició solar com a l'ombra, en terrenys erms, al llarg de tanques i terraplens. És primordial que la terra disposi d'una alta concentració de nitrogen, si no ha estat cultivat abans.

## Farmacologia

### Part utilitzada (droga)
- Les fulles que provoquen un efecte hormonal similar al dels estrògens i un efecte calmant sobre el sistema nerviós central.
- Els olis aromàtics per estimular el flux dels sucs gàstrics i ajuda a la digestió.

### Composició química
- Oli essencial (del 0.2 al 0,7%), la composició del qual és:

| Component            | %     |
| -------------------- | ----- |
| δ-3-carè             | 0,82  |
| piperitona           | 1,12  |
| nepetalactona        | 57,30 |
| dihidronepetalactona | 3,43  |
| β-cariofilè          | 8,10  |
| α-humulè             | 1,27  |
| farnesè              | 2,14  |
| òxid de cariofilè    | 19,35 |
- Tanins
- Volàtils del petroli, principalment β-nepetalactona i α-nepetalactona, citronel·lol i geraniol
- Terpens relacionats amb els ciclopentanoides així com 5,9-dihidronepectalactona (1,9%) i 3-hidroxi-4α,4aα,7α,7aα- dihidronepetalactona (àcid nepetàlic).
- Antioxidants
- Flavonoides
- Vitamines C i E
- Minerals, dels quals trobem crom, ferro, manganès, potassi, seleni i cobalt.
- t-cervatol (12,95%)
- Nepetalactona com a alcaloide que desencadena les feromones sexuals en el cervell del gat, de la qual trobem els tipus següents:

| Tipus de Nepetalactona   | %    |
| ------------------------ | ---- |
| 4aβ,7α,7aα-nepetalactona | 0,64 |
| 4aα,7α,7aα-nepetalactona | 5,05 |
| 4aα,7α,7aβ-nepetalactona | 2,8  |
| 4aβ,7α,7aβ-nepetalactona | 4,34 |

### Usos medicinals
En usos tradicionals:
- Tractament de oligúria
- Retenció urinària
- Edema
- Tractament del refredat comú
- Tractament de febre
- Cefalea
- Dismenorrea
- Antiespasmòdic
- Antidiarreic
- Emmenagog suau
- Irritabilitat
- Retard de la menstruació
- Tractament d'esquinços
- Tractament de mal de queixals
- Lleugerament estimulant
- Sedant
- Tractament de bronquitis crònica

### Accions farmacològiques
El departament de recerca de la Universitat Estatal d'Iowa va trobar que l'oli essencial extret de l'herba gatera, anomenat l'essència de nepeta i que conté les nepetalactones, ha demostrat ser gairebé 10 vegades més eficaç en repel·lir els mosquits que el DEET (nom d'un repel·lent d'insectes de nom químic N,N-dietilmetatoluamida o N,N-dietil-3-metilbenzamida). Les nepetalactones també són repel·lents contra les puces.

## Alimentació
Una recepta d'infusió d'herba gatera consisteix a posar una cullerada d'herba seca, o dues d'herba fresca (part aèria de la planta, amb flor o sense), en 2 dl d'aigua bullent, apagar el foc, deixar infusionar de 5 a 10 minuts i colar. Finalment, beure'n d'una a dues tasses. No ens hauríem de preparar una infusió a base de plantes collides si no estem segurs de l'absència d'insecticides i d'altres productes químics en les herbes emprades.
Abans de la introducció del te xinès s'havia fet servir com a beguda estimulant.

## Història i origen
En 1735 l'irlandès herborista, K'Eogh, va afirmar: "Provoca la micció i la menstruació, que expulsa els nens morts, sinó que obre les obstruccions dels pulmons i el ventre, i és bona per als hematomes interns, per a la falta d'alè."
S'ha utilitzat durant més de 2.000 anys com a herba medicinal. Els colons van dur-la al "Nou Món". Diverses tribus natives americanes la utilitzaven per a tractar la tos, refredats, pneumònia, mal de coll, febre i còlics.
Publicacions de finals dels anys 60 suggerien que la planta, en ser fumada, produïa un alt efecte psicodèlic no pas diferent al de la marihuana, però després es descobrí que els investigadors, de fet, havien barrejat totes dues plantes.

## Cultiu
Per maximitzar el creixement de l'herba de gat, cada planta ha de ser sembrada cada 30 cm, ja que les plantes poden arribar a assolir un metre al segon any. La parcel·la ha d'ésser preferiblement seca, sorrenca i amb molt de sol per obtenir així més sabors i aromes, però pot créixer en la majoria dels sòls, ja que no requereix la humitat de la majoria de les plantes d'aquesta família. L'herba de gat s'ha de recollir immediatament després de la meitat de l'estiu, just abans de la floració, un dia sec i assolellat. Per a l'assecat, les fulles han d'estar separades de les tiges i s'assequen ràpidament en una habitació amb ventilació adequada.

## Efectes sobre els felins
L'herba gatera s'utilitza principalment com a substància recreativa per a gaudi dels felins. Al voltant de 2 de cada 3 gats es veuran afectats per la planta, i aproximadament 2 hores més tard de l'exposició el felí serà sensible a una altra dosi. Els comportaments més comuns que s'observen són: fregament contra la planta, rodolament per terra i salivació. Això és degut al fet que els felins tenen un fort sentit de l'olfacte i poden detectar la nepetalactona. Aquest producte entra per via nasal en el felí i produeix semi-al·lucinacions.

## Galeria d'imatges

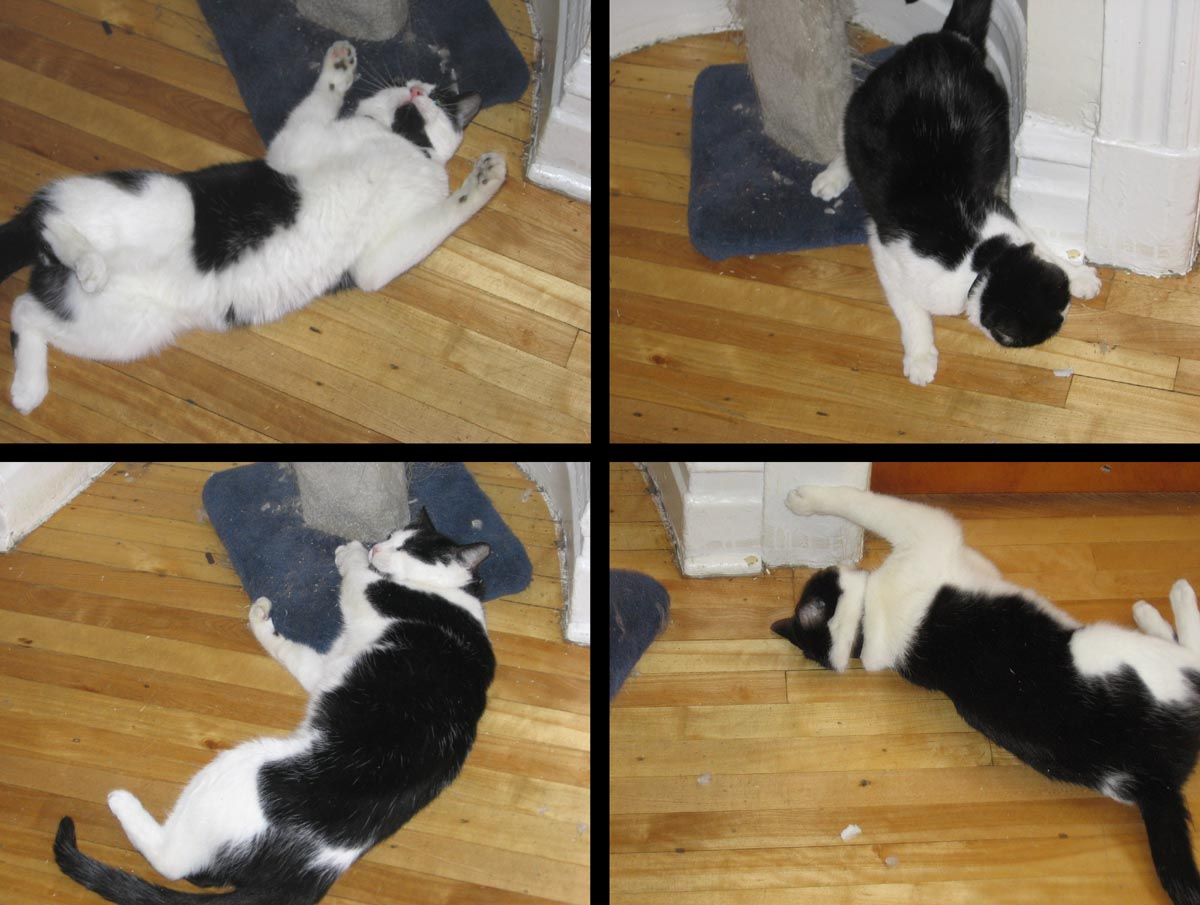
Gat domèstic sota els efectes de l'herba gatera
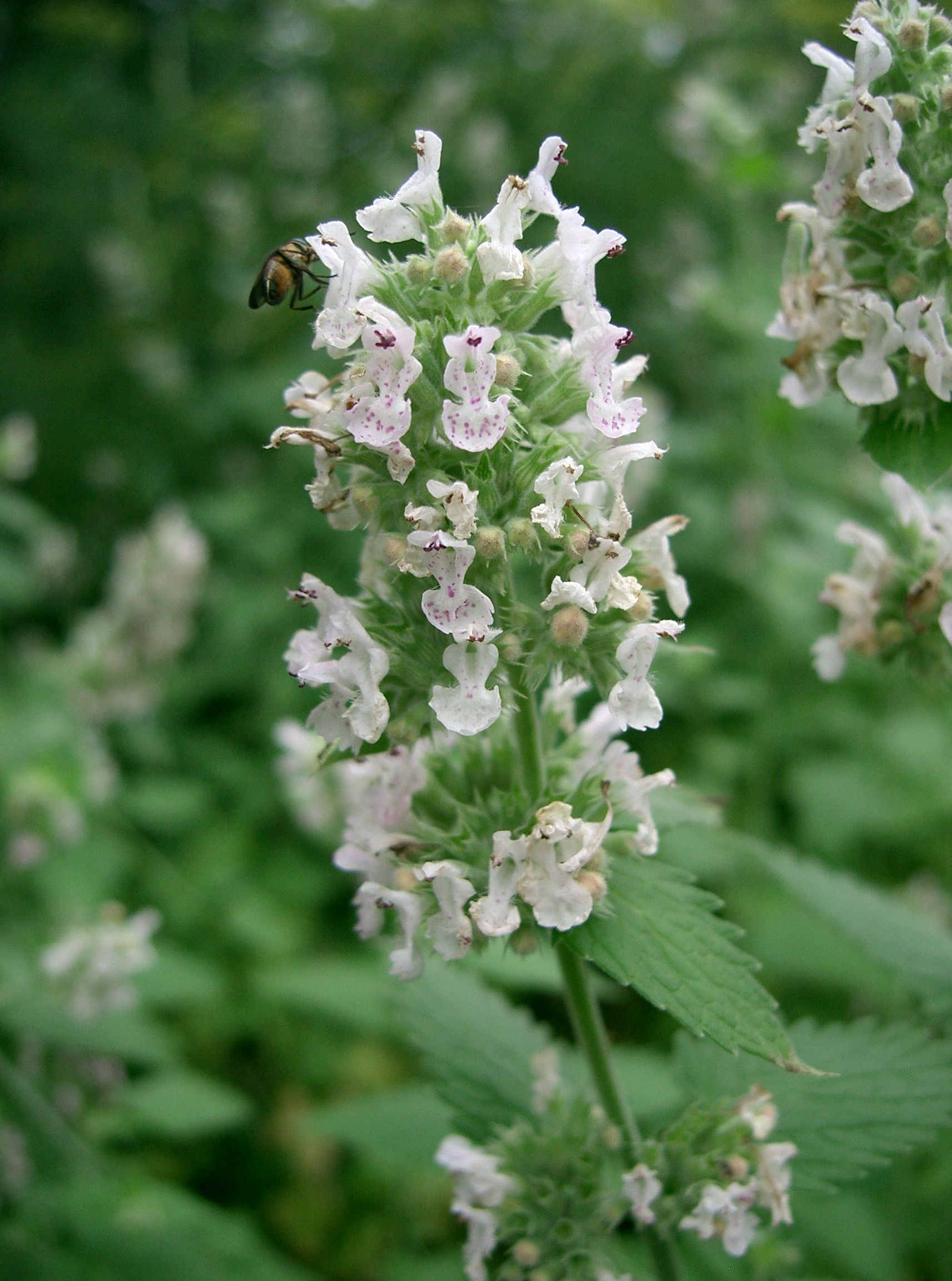
Detall de les flors
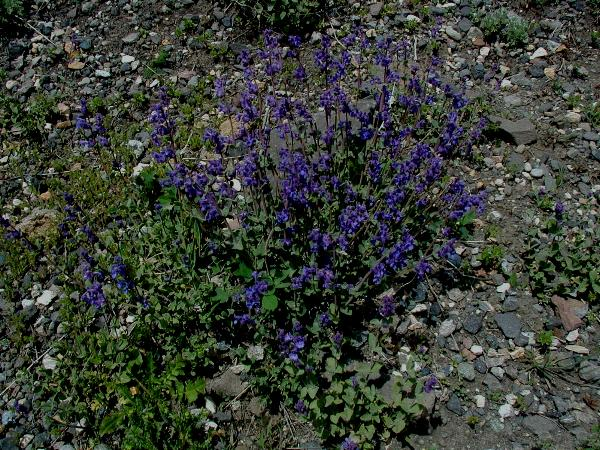
Aspecte general
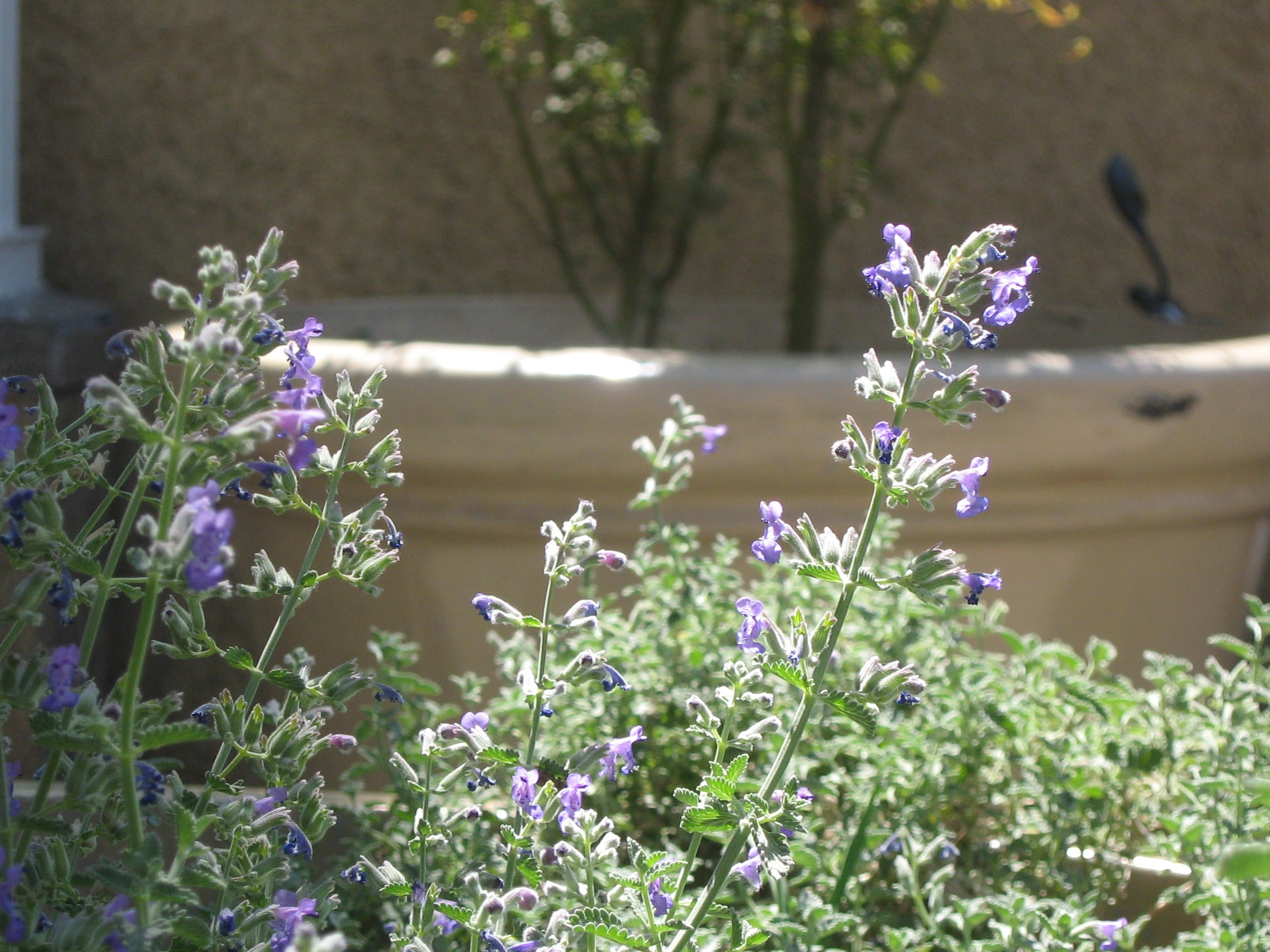
Aspecte general